# Kaisa Alanko
Kaisa Alanko (* 3. Januar 1993 in Vaasa) ist eine finnische Volleyballspielerin.

## Karriere
Alanko spielte beim finnischen Erstligisten LP Kangasala, mit dem sie 2012 den finnischen Pokal gewann und in der Meisterschaft den dritten Platz belegte. Außerdem wurde sie zur beste Nachwuchsspielerin („Rookie of the Season“) gewählt. 2013 wurde sie mit LP Kangasala finnische Vizemeisterin. Anschließend wechselte die Zuspielerin zum deutschen Bundesligisten 1. VC Wiesbaden. Gleich bei ihrem Bundesligadebüt gegen den Köpenicker SC wurde Alanko als „Most Valuable Player“ ihres Teams ausgezeichnet. Mit Wiesbaden wurde sie 2014 und 2015 jeweils Bundesliga-Dritte. 2016 folgte sie ihrem ehemaligen Trainer Andreas Vollmer zum Ligakonkurrenten USC Münster. Nach einer Saison in Münster wechselte sie zum SSC Palmberg Schwerin. In ihrer ersten Saison in Schwerin gewann sie mit dem Team den VBL-Supercup und die Meisterschaft. Danach wechselte sie nach Frankreich zu Volley-Ball Nantes.
Alanko spielt seit 2012 auch in der finnischen Nationalmannschaft.